# 3219-es mellékút (Magyarország)
A 3219-es számú mellékút egy közel 7 kilométeres hosszúságú, négy számjegyű mellékút Jász-Nagykun-Szolnok vármegye északi részén; Tiszaszentimre és Kunmadaras összekötését szolgálja.

## Nyomvonala
A 3217-es útból ágazik ki, nem messze annak a 14. kilométerétől, Tiszaszentimre déli külterületei között, kelet felé. Mintegy 800 méter megtétele után, szintben keresztezi a Karcag–Tiszafüred-vasútvonal vágányait, majd azok irányát követve délnek fordul, és onnantól fogva az utolsó métereiig a vasútvonalat kíséri, annak keleti oldalán. Majdnem pontosan a harmadik kilométerénél halad el Pusztakettős megállóhely térsége, illetve a névadó külterületi településrész mellett, újabb fél kilométer után pedig átszeli Kunmadaras határát. E település belterületének nyugati szélén ér véget, beletorkollva a 34-es főútba, annak a 23+650-es kilométerszelvénye közelében.
Teljes hossza, az országos közutak térképes nyilvántartását szolgáló kira.kozut.hu adatbázisa szerint 6,907 kilométer.

## Települések az út mentén
- (Tiszaszentimre)
- Kunmadaras